# Итальянско-колумбийские отношения
Итальянско-колумбийские отношения — двусторонние дипломатические отношения между Италией и Колумбией. Государства являются полноправными членами Организации Объединённых Наций (ООН) и Всемирной торговой организации.

## История
В 1502 году итальянский исследователь Христофор Колумб (находясь на службе у Испании) во время своего четвертого путешествия столкнулся с народом куна, который населяет нынешнюю территорию Колумбии и Панамы. Вскоре после этого открытую территорию назвали в честь Христофора Колумба. В 1819 году Колумбия получила независимость от Испании. В 1847 году Колумбия и Италия установили дипломатические отношения.
Вскоре после установления дипломатических отношений итальянцы стали мигрировать в Колумбию. Несколько тысяч человек прибыли в страну, в основном в начале XX века. Во время Второй мировой войны Колумбия разорвала дипломатические отношения со странами «оси» (включая Италию). Вскоре после окончания войны государства восстановили дипломатические отношения.
В 2012 году Колумбия и Перу подписали соглашение о свободной торговле с Европейским союзом (в который входит Италия). Состоялось также несколько визитов и встреч на высоком уровне между лидерами обеих стран. В октябре 2015 года премьер-министр Италии Маттео Ренци стал первым главой государства, посетившим Колумбию. В декабре 2016 года президент Колумбии Хуан Мануэль Сантос посетил Италию. Во время его визита итальянское правительство выразило поддержку мирному процессу между колумбийским правительством и РВСК-АН.

## Двусторонние соглашения
Между государствами подписано несколько соглашений, таких как: Соглашение об обмене дипломатическими грантами (1933 год); Соглашение об отмене виз в дипломатических и служебных паспортах (1962 год); Соглашение о культурном сотрудничестве (1963 год); Соглашение о научно-техническом сотрудничестве (1971 год); Соглашение об избежании двойного налогообложения доходов (1979 год); Соглашение об экономическом, промышленном и техническом сотрудничестве (1987 год); Соглашение о сотрудничестве в поддержку альтернативного процесса мира и развития (2001 год) и Соглашение о сотрудничестве в области обороны (2010 год).

## Дипломатические миссии
- Колумбия имеет посольство в Риме и генеральное консульство в Милане[6].
- У Италии есть посольство в Боготе[7].